# UK Open 2015
Die Coral UK Open 2015 waren ein Ranglistenturnier im Dartsport und wurden vom 6. bis zum 8. März 2015 zum 13. Mal von der Professional Darts Corporation (PDC) veranstaltet. Austragungsort war zum dritten Mal das Butlin’s Resort in Minehead.
Mit Michael van Gerwen konnte nach Roland Scholten (2004) und Raymond van Barneveld (2006 und 2007) wieder ein Spieler aus den Niederlanden das Turnier gewinnen.

## Format
An dem Turnier nahmen insgesamt 147 Spieler teil. Das Teilnehmerfeld setzte sich aus den 115 bestplatzierten Spieler der UK Open Order of Merit und den 32 Gewinnern der UK Open Pub Qualifiers zusammen. Das Turnier wurde ohne Setzliste gespielt.
Die Vorrunde trugen Spieler der Plätze 65 bis 115 der UK Open Order of Merit sowie die 32 Spieler, die sich über die UK Open Pub Qualifiers qualifiziert haben, aus. Die restlichen dieser Spieler starteten in der ersten Runde. In der zweiten Runde kamen neben den 32 Siegern der ersten Runde die Plätze 33 bis 64 des UK Open Order of Merit hinzu. Die 32 bestplatzierten Spieler sind in der dritten Runde eingestiegen.
Das Turnier wurde im K.-o.-System gespielt. Die Vorrunde sowie die ersten drei Runden fanden am 6. März statt. Spielmodus in der Vorrunde, 1. Runde und 2. Runde war ein best of 9 legs. In der 3. und 4. Runde sowie im Achtelfinale wurde ein best of 17 legs-Modus gespielt. Die Viertel- und Halbfinalbegegnungen wurden in best of 19 legs ausgetragen. Das Finale der UK Open 2015 wurde in best of 21 legs gespielt.

## Preisgeld
Bei dem Turnier wurden insgesamt £ 300.000 an Preisgeldern ausgeschüttet. Das Preisgeld verteilte sich unter den Teilnehmern wie folgt:
| Position (Anzahl der Spieler) | Position (Anzahl der Spieler) | Preisgeld |
| ----------------------------- | ----------------------------- | --------- |
| Gewinner                      | (1)                           | £ 60.000  |
| Finalist                      | (1)                           | £ 30.000  |
| Halbfinalisten                | (2)                           | £ 17.000  |
| Viertelfinalisten             | (4)                           | £ 10.000  |
| Achtelfinalisten              | (8)                           | 0£ 5.000  |
| Verlierer der 4. Runde        | (16)                          | 0£ 3.000  |
| Verlierer der 3. Runde        | (32)                          | 0£ 1.500  |
|                               |                               |           |
| Nine dart finish              | (1)                           | £ 10.000  |

## Teilnehmer
Für die UK Open 2015 waren folgende 147 Spieler qualifiziert:
- Die 115 erstplatzierten Spieler der UK Open Order of Merit, die aus den sechs Qualifikationsturnieren, den UK Open Qualifiers 2015 erstellt wurde.
- Die 32 Gewinner der UK Open Pub Qualifiers – mehrere Turniere

PDC UK Open Order of Merit
Plätze 1–32

01.  Michael van Gerwen

02.  Adrian Lewis

03.  Michael Smith

04.  Phil Taylor

05.  Vincent van der Voort

06.  James Wade

07.  Jelle Klaasen

08.  Ian White

09.  Mark Webster

10.  Kim Huybrechts

11.  Andrew Gilding

12.  Brendan Dolan

13.  Dave Chisnall

14.  Raymond van Barneveld

15.  Robert Thornton

16.  Justin Pipe

17.  Peter Wright

18.  Mensur Suljović

19.  Jamie Caven

20.  Paul Nicholson

21.  Alan Norris

22.  Eddie Dootson

23.  Mervyn King

24.  Daryl Gurney

25.  Brian Woods

26.  Terry Jenkins

27.  Andy Hamilton

28.  John Henderson

29.  Steve Beaton

30.  Simon Whitlock

31.  Gary Anderson

32.  Max Hopp

Die Top 32 stiegen in der 3. Runde ein.
PDC UK Open Order of Merit
Plätze 33–64

33.  Ricky Evans

34.  James Wilson

35.  Joe Murnan

36.  Kyle Anderson

37.  Andy Smith

38.  Matthew Edgar

39.  Jeffrey de Zwaan

40.  Kevin Painter

41.  Stephen Bunting

42.  Andy Boulton

43.  Dean Winstanley

44.  Joe Cullen

45.  Ronny Huybrechts

46.  William O’Connor

47.  Chris Dobey

48.  Christian Kist

49.  Kevin McDine

50.  Wayne Jones

51.  Nathan Aspinall

52.  Jan Dekker

53.  Nathan Derry

54.  Ronnie Baxter

55.  Mark Frost

56.  Ryan Harrington

57.  Dennis Smith

58.  Benito van de Pas

59.  Darren Webster

60.  Terry Temple

61.  Andy Jenkins

62.  Dean Stewart

63.  Jamie Bain

64.  Aaron Turner

Die Spieler der Plätze 33–64 stiegen in der 2. Runde ein.
PDC UK Open Order of Merit
Plätze 65–115

65.  Stuart Kellett

66.  Dirk van Duijvenbode

67.  Jonny Clayton

68.  Steve Hine

69.  Alan Tabern

70.  John Bowles

71.  Darren Johnson

72.  Jay Foreman

73.  Johnny Haines

74.  Shaun Griffiths

75.  Mark Jones

76.  Josh Payne

77.  Wes Newton

78.  Brett Claydon

79.  Keegan Brown

80.  Adam Hunt

81.  Mike De Decker

82.  David Pallett

83.  Joey ten Berge

84.  Devon Petersen

85.  Lee Evans

86.  Colin Fowler

87.  Mike Zuydwijk

88.  James Richardson

89.  Mark Cox

90.  John Part

91.  Matt Clark

92.  Ricky Sudale

93.  Nick Fullwell

94.  Jon Jukes

95.  Luke Woodhouse

96.  Steve Douglas

97.  Jason Wilson

98.  Robbie Green

99.  Ben Ward

100.  Alex Roy

101.  Jason Lovett

102.  Mick Todd

103.  Steve West

104.  Matt Padgett

105.  Mark Dudbridge

106.  Ian Moss

107.  Jermaine Wattimena

108.  Dave Ladley

109.  Martyn Turner

110.  Jamie Robinson

111.  Mark Robinson

112.  Mark Barilli

113.  Connie Finnan

114.  Gerwyn Price

115.  Scott Dale

Die Spieler starteten in der Vorrunde oder in der 1. Runde.
UK Open Pub Qualifiers
- Tommy Sanwell
- Dean Sanders
- Peter Hudson
- Stuart White
- Bradley Williams
- Dave Parletti
- Paul Dawkins
- Chris Packer
- Kevin Edwards
- John Ferrell
- Rob Smith
- Kevin Smith
- Rory Duffy
- Lloyd Pennel
- Adi Acott
- Jason Mold
- Dave Prins
- Matthew Tedstone
- Mick Brooks
- James McEwan
- Lee Russell
- Lionel Sams
- Graham Hall
- Derek Brand
- Mark Layton
- Gary O’Donnell
- Stephen Hardy
- Arron Fairweather
- Nigel Daniels
- Paul Hogan
- Adam Huckvale
- Simon Stevenson

Die Spieler starteten in der Vorrunde oder in der 1. Runde.

## Ergebnisse
Die Auslosung der 1. und 2. Runde fand am 22. Februar 2015 statt.

### Vorrunde
| Spieler 1         | Erg, | Spieler 2            |  | Spieler 1        | Erg, | Spieler 2            |
| ----------------- | ---- | -------------------- |  | ---------------- | ---- | -------------------- |
| Jamie Robinson    | 5:1  | Chris Packer (Q)     |  | Connie Finnan    | 5:4  | James McEwan (Q)     |
| Mark Layton (Q)   | 5:2  | Tommy Sanwell (Q)    |  | Stuart White (Q) | 5:4  | Matthew Tedstone (Q) |
| Dave Ladley       | 5:1  | Kevin Edwards (Q)    |  | Rory Duffy (Q)   | 2:5  | Adam Huckvale (Q)    |
| Stephen Hardy (Q) | 5:3  | Dean Sanders (Q)     |  | Robbie Green     | 5:1  | Graham Hall (Q)      |
| Ian Moss          | 5:1  | Adi Acott (Q)        |  | Matt Padgett     | 5:2  | Gerwyn Price         |
| Dave Parletti (Q) | 5:2  | Bradley Williams (Q) |  | Scott Dale       | 4:5  | Nigel Daniels (Q)    |
| Paul Hogan (Q)    | 5:1  | Lee Russell (Q)      |  | Ben Ward         | 5:2  | Jason Lovett         |
| Mick Todd         | 5:1  | Kevin Smith (Q)      |  | Mark Dudbridge   | 5:1  | Lloyd Pennel (Q)     |
| John Ferrell (Q)  | 5:3  | Paul Dawkins (Q)     |  | Steve Douglas    | 5:3  | Mark Robinson        |
| Dave Prins (Q)    | 5:2  | Simon Stevenson (Q)  |  |                  |      |                      |

### 1. Runde
| Spieler 1          | Erg, | Spieler 2             |  | Spieler 1            | Erg, | Spieler 2         |
| ------------------ | ---- | --------------------- |  | -------------------- | ---- | ----------------- |
| Connie Finnan      | 3:5  | Ian Moss              |  | Luke Woodhouse       | 3:5  | Dave Prins (Q)    |
| Dave Parletti (Q)  | 1:5  | Arron Fairweather (Q) |  | John Bowles          | 2:5  | Steve Douglas     |
| Mike De Decker     | 5:1  | Stephen Hardy (Q)     |  | Darren Johnson       | 5:0  | Ricky Sudale      |
| Keegan Brown       | 5:3  | Mick Brookes (Q)      |  | Brett Claydon        | 1:5  | Joey ten Berge    |
| Matt Padgett       | 5:3  | Stuart White (Q)      |  | Mick Todd            | 0:5  | Nigel Daniels (Q) |
| Jamie Robinson     | 4:5  | Jason Mold (Q)        |  | Wes Newton           | 5:2  | Martyn Turner     |
| Gary O’Donnell (Q) | 2:5  | Adam Huckvale (Q)     |  | Steve Hine           | 2:5  | Mark Barilli      |
| Devon Petersen     | 5:1  | Matt Clark            |  | Alan Tabern          | 5:4  | Adam Hunt         |
| Stuart Kellett     | 5:0  | Robbie Green          |  | David Pallett        | 5:2  | Mark Dudbridge    |
| Mark Cox           | 5:1  | Ben Ward              |  | Dirk van Duijvenbode | 3:5  | Mark Layton (Q)   |
| Mike Zuydwijk      | 5:2  | John Part             |  | Mark Jones           | 3:5  | Jason Wilson      |
| Lee Evans          | 5:2  | Nick Fullwell         |  | Colin Fowler         | 5:0  | Steve West        |
| Shaun Griffiths    | 2:5  | Jon Jukes             |  | Jay Foreman          | 5:1  | Dave Ladley       |
| Johnny Haines      | 4:5  | James Richardson      |  | Alex Roy             | 1:5  | John Ferrell (Q)  |
| Josh Payne         | 5:3  | Lionel Sams (Q)       |  | Paul Hogan (Q)       | 5:3  | Derek Brand (Q)   |
| Jonny Clayton      | 1:5  | Jermaine Wattimena    |  | Peter Hudson (Q)     | 4:5  | Rob Smith (Q)     |

### 2. Runde
| Spieler 1        | Erg, | Spieler 2          |  | Spieler 1      | Erg, | Spieler 2             |
| ---------------- | ---- | ------------------ |  | -------------- | ---- | --------------------- |
| Christian Kist   | 5:3  | Ian Moss           |  | James Wilson   | 5:0  | Mark Frost            |
| Chris Dobey      | 1:5  | Nathan Aspinall    |  | Andy Boulton   | 4:5  | Steve Douglas         |
| Jan Dekker       | 5:3  | Mike De Decker     |  | Darren Johnson | 3:5  | Paul Hogan (Q)        |
| Dean Winstanley  | 3:5  | William O’Connor   |  | Wayne Jones    | 2:5  | Joey ten Berge        |
| Ryan Harrington  | 5:0  | Matt Padgett       |  | Andy Jenkins   | 5:0  | Nigel Daniels (Q)     |
| Matthew Edgar    | 4:5  | Jason Mold (Q)     |  | Wes Newton     | 5:3  | Jon Jukes             |
| Stephen Bunting  | 5:2  | Adam Huckvale (Q)  |  | Dennis Smith   | 1:5  | Mark Barilli          |
| Kevin Painter    | 5:2  | Jamie Bain         |  | Nathan Derry   | 5:4  | Alan Tabern           |
| Joe Murnan       | 5:1  | Stuart Kellett     |  | Andy Smith     | 4:5  | David Pallett         |
| Devon Petersen   | 5:4  | Mark Cox           |  | Ricky Evans    | 5:3  | Mark Layton (Q)       |
| Mike Zuydwijk    | 3:5  | Keegan Brown       |  | Ronnie Baxter  | 5:2  | Arron Fairweather (Q) |
| Ronny Huybrechts | 3:5  | Lee Evans          |  | Colin Fowler   | 5:3  | Jason Wilson          |
| Jeffrey de Zwaan | 2:5  | Benito van de Pas  |  | Aaron Turner   | 5:4  | Jay Foreman           |
| Dean Stewart     | 1:5  | James Richardson   |  | Darren Webster | 2:5  | John Ferrell (Q)      |
| Josh Payne       | 5:4  | Dave Prins (Q)     |  | Kyle Anderson  | 5:4  | Terry Temple          |
| Kevin McDine     | 5:4  | Jermaine Wattimena |  | Joe Cullen     | 5:1  | Rob Smith (Q)         |

### 3. Runde
| Spieler 1             | Erg, | Spieler 2             |  | Spieler 1       | Erg, | Spieler 2        |
| --------------------- | ---- | --------------------- |  | --------------- | ---- | ---------------- |
| Adrian Lewis          | 3:9  | Raymond van Barneveld |  | Peter Wright    | 9:5  | Steve Beaton     |
| Benito van de Pas     | 5:9  | Paul Hogan (Q)        |  | John Henderson  | 9:7  | Steve Douglas    |
| Mensur Suljović       | 9:1  | Joey ten Berge        |  | Andrew Gilding  | 9:0  | Kevin Painter    |
| Eddie Dootson         | 9:6  | Joe Cullen            |  | Devon Petersen  | 9:4  | Mark Barilli     |
| Phil Taylor           | 9:2  | John Ferrell (Q)      |  | Robert Thornton | 9:5  | Simon Whitlock   |
| David Pallett         | 9:4  | Colin Fowler          |  | Nathan Aspinall | 9:4  | James Richardson |
| Ricky Evans           | 4:9  | James Wilson          |  | Brian Woods     | 2:9  | Ronnie Baxter    |
| Justin Pipe           | 5:9  | Jan Dekker            |  | Wes Newton      | 9:0  | Jason Mold (Q)   |
| Mervyn King           | 9:8  | Gary Anderson         |  | Michael Smith   | 8:9  | Stephen Bunting  |
| Vincent van der Voort | 9:4  | Lee Evans             |  | Nathan Derry    | 9:2  | Keegan Brown     |
| Andy Jenkins          | 6:9  | Josh Payne            |  | Andy Hamilton   | 9:8  | Aaron Turner     |
| Mark Webster          | 5:9  | William O’Connor      |  | Dave Chisnall   | 9:6  | Ryan Harrington  |
| Michael van Gerwen    | 9:3  | Paul Nicholson        |  | Kim Huybrechts  | 9:7  | Max Hopp         |
| Jelle Klaasen         | 9:4  | Brendan Dolan         |  | James Wade      | 9:3  | Joe Murnan       |
| Alan Norris           | 6:9  | Kyle Anderson         |  | Jamie Caven     | 9:3  | Terry Jenkins    |
| Ian White             | 9:8  | Christian Kist        |  | Daryl Gurney    | 9:1  | Kevin McDine     |

### 4. Runde
| Spieler 1                   | Erg, | Spieler 2              |  | Spieler 1                   | Erg, | Spieler 2             |
| --------------------------- | ---- | ---------------------- |  | --------------------------- | ---- | --------------------- |
| Jamie Caven 99,74           | 6:9  | Devon Petersen 104,88  |  | Robert Thornton 88,97       | 8:9  | Eddie Dootson 87,05   |
| Raymond van Barneveld 85,43 | 1:9  | Peter Wright 100,55    |  | James Wilson 91,63          | 7:9  | Kyle Anderson 87,73   |
| Mensur Suljović 92,93       | 9:4  | Josh Payne 90,02       |  | Jan Dekker 90,79            | 9:4  | Ronnie Baxter 86,48   |
| Ian White 93,35             | 6:9  | William O’Connor 95,12 |  | Vincent van der Voort 94,49 | 9:4  | Wes Newton 86,55      |
| Phil Taylor 107,27          | 9:3  | David Pallett 95,65    |  | James Wade 94,78            | 9:4  | Nathan Aspinall 85,23 |
| Dave Chisnall 100,40        | 6:9  | Stephen Bunting 99,37  |  | Mervyn King 92,86           | 9:8  | Nathan Derry 91,74    |
| Michael van Gerwen 102,29   | 9:4  | Paul Hogan (Q) 101,20  |  | Jelle Klaasen 92,53         | 5:9  | Andrew Gilding 100,86 |
| Kim Huybrechts 90,44        | 9:8  | Andy Hamilton 86,94    |  | Daryl Gurney 99,27          | 8:9  | John Henderson 95,74  |

### Achtelfinale
| Spieler 1                 | Erg, | Spieler 2                    |
| ------------------------- | ---- | ---------------------------- |
| Mervyn King 94,47         | 9:8  | Kyle Anderson 95,69          |
| Michael van Gerwen 114,91 | 9:2  | Kim Huybrechts 101,59        |
| Eddie Dootson 78,30       | 5:9  | Devon Petersen 91,04         |
| Phil Taylor 111,67        | 9:3  | Vincent van der Voort 101,03 |
| Mensur Suljović 90,13     | 9:7  | Jan Dekker 88,85             |
| Stephen Bunting 96,08     | 9:6  | William O’Connor 93,43       |
| Peter Wright 99,71        | 9:2  | John Henderson 91,38         |
| James Wade 92,38          | 6:9  | Andrew Gilding 94,55         |

### Viertelfinale
| Spieler 1                 | Erg, | Spieler 2             |
| ------------------------- | ---- | --------------------- |
| Mervyn King 94,53         | 6:10 | Stephen Bunting 93,22 |
| Michael van Gerwen 106,65 | 10:5 | Devon Petersen 98,14  |
| Andrew Gilding 99,44      | 10:8 | Mensur Suljović 94,87 |
| Phil Taylor 108,57        | 6:10 | Peter Wright 102,99   |

### Halbfinale
| Spieler 1                 | Erg, | Spieler 2             |
| ------------------------- | ---- | --------------------- |
| Peter Wright 105,10       | 10:0 | Stephen Bunting 82,39 |
| Michael van Gerwen 105,56 | 10:8 | Andrew Gilding 108,37 |

### Finale
| Spieler 1          | Erg, | Spieler 2                |
| ------------------ | ---- | ------------------------ |
| Peter Wright 99,33 | 5:11 | Michael van Gerwen 98,43 |